# Carles Durán Ortega
Carles Durán Ortega (Barcelona, 15 de enero de 1976) es un entrenador de baloncesto español que actualmente entrena al Darüşşafaka S.K. de la Basketbol Süper Ligi de Turquía.

## Carrera deportiva
Formado en la cantera del Club Joventut Badalona, donde estuvo durante 15 años, con el que ha sido entrenador ayudante en la Liga Endesa junto a Aíto García Reneses,  Sito Alonso y Pepu Hernández después.
El entrenador catalán acumula experiencia de 6 años como entrenador jefe en el CB Prat, equipo vinculado al Joventut. Desde 2010 a 2014, al frente del equipo, consiguió de forma consecutiva las 4 mejores clasificaciones del club en LEB Plata, consiguiendo disputar dos fases finales de ascenso a LEB Oro y conquistando la Copa LEB plata esta misma temporada.
En verano de 2014 llega a un acuerdo con el Valencia Basket para que el entrenador barcelonés se convierta en el segundo entrenador del primer equipo, ayudando a Velimir Perasović, para las dos próximas temporadas.
En enero de 2015, tras la destitución de Velimir Perasović, se hace cargo del equipo para dirigir en la Liga ACB y en Eurocup,  será el décimo octavo entrenador que dirija club en la Liga ACB y el undécimo que lo haga en competiciones europeas.
En julio de 2016 ficha por el Bilbao Basket en sustitución de Sito Alonso.
En febrero de 2018 se hace cargo del Club Joventut Badalona tras la destitución del hasta entonces primer entrenador Diego Ocampo, finalmente salva del descenso al Divina Seguros Joventut y renueva para las dos siguientes temporadas como el primer entrenador del club de Badalona.
El 8 de abril de 2024, finaliza su etapa como entrenador del Club Joventut Badalona.
El 26 de octubre de 2024 se oficializa su fichaje por el Darüşşafaka S.K. de la Basketbol Süper Ligi de Turquía hasta final de la temporada 2024/2025 más una opcional.

## Clubs
- 1998-2003. Club Joventut Badalona. Categorías inferiores.
- 2003-05. DKV Joventut. ACB, Copa del Rey y ULEB Cup. Entrenador ayudante de Aíto García Reneses.
- 2005-06. CB Prat. EBA.
- 2006-07. CB Prat. LEB 2.
- 2007-08. DKV Joventut. Cadete.
- 2008-09. DKV Joventut. ACB, Copa del Rey y Euroliga. Entrenador ayudante de Sito Alonso.
- 2009-10. DKV Joventut. ACB y Eurocup. Entrenador ayudante de Sito Alonso primero y de Pepu Hernández después.
- 2010-14. CB Prat. LEB Plata.
- 2014. Valencia Basket (ACB). Entrenador ayudante de Velimir Perasović.
- 2015. Valencia Basket (ACB).
- 2015-2016.  Valencia Basket (ACB). Entrenador ayudante de Pedro Martínez Sánchez.
- 2016-2017 Bilbao Basket (ACB).
- 2018-2024. Club Joventut Badalona (ACB).
- 2024-Act. Darüşşafaka S.K. (Basketbol Süper Ligi).

## Selección nacional
Seleccionador de la selección española sub-17, que disputó en 2014 el Mundial de la categoría en Dubái.

## Palmarés

### Competiciones nacionales
- 2005-06. CB Prat. EBA. Campeón y ascenso
- 2007-08. DKV Joventut. Campeonato de España Cadete. Campeón
- 2013-14. CB Prat. Copa. Campeón
- 2013-14. CB Prat. LEB Plata. Campeón del Playoff y ascenso. Copa Leb Plata